# Climacoptera melkulowiczii
Climacoptera melkulowiczii là loài thực vật có hoa thuộc họ Dền. Loài này được Botsch. mô tả khoa học đầu tiên năm.